# Giro di Romagna 2008
Il Giro di Romagna 2008, ottantatreesima edizione della corsa e valida come evento dell'UCI Europe Tour 2008, si svolse il 7 settembre 2008, per un percorso di 201,8 km. La vittoria fu appannaggio dell'italiano Enrico Gasparotto, che completò il percorso in 4h46'13", precedendo il connazionale Francesco Reda e l'austriaco Christian Pfannberger.
Sul traguardo di Lugo 86 ciclisti, su 132 partiti dalla medesima località, portarono a termine la competizione.

## Ordine d'arrivo (Top 10)
| Pos. | Corridore             | Squadra        | Tempo    |
| ---- | --------------------- | -------------- | -------- |
| 1    | Enrico Gasparotto     | Barloworld     | 4h46'13" |
| 2    | Francesco Reda        | NGC Medical    | a 2"     |
| 3    | Christian Pfannberger | Barloworld     | a 5"     |
| 4    | Luca Paolini          | Acqua & Sapone | a 32"    |
| 5    | Luca Solari           | Diquigiovanni  | s.t.     |
| 6    | Fabio Sacchi          | Preti Mangimi  | s.t.     |
| 7    | Luca Celli            | LPR Brakes     | s.t.     |
| 8    | Josef Benetseder      | Volksbank      | a 1'07"  |
| 9    | Mauro Finetto         | CSF Group      | s.t.     |
| 10   | Ruslan Ivanov         | Diquigiovanni  | s.t.     |